# 光円寺 (文京区)
光圓寺（こうえんじ）は、東京都文京区にある浄土宗の寺院。

## 歴史
741年（天平13年）、行基によって開山された。行基が流木に薬師如来像を彫り、安置するための堂宇を建てたのが起源である。
応永年間（1394年 - 1428年）に聖冏によって中興された。これまでの当寺の宗派は真言宗であったが、この時に浄土宗に転宗している。本尊も行基作の薬師如来であったが、浄土宗らしく阿弥陀如来に変更された。

## 寺宝等
- 阿弥陀如来像（本尊）
- 薬師如来坐像
- 前立観音菩薩立像
- 観音菩薩立像（跡見花蹊持仏）

## 墓所
- 跡見花蹊（跡見学園創設者）
- 狂歌堂真顔（狂歌師）
- 竹本石亭（儒学者）

## 交通アクセス
- 茗荷谷駅より徒歩17分。